# Калач (Свердловская область)
Кала́ч — посёлок в Алапаевском районе Свердловской области России. Входит в Махнёвское муниципальное образование. Управляется Санкинской сельской администрацией.

## География
Расположен на реке Янсаевке, в 34 км по узкоколейной железной дороге от ближайшего населенного пункта пос. Санкино.

## История
Поселок появился в начале XX века.
- 1960-е годы — строительство участка Алапаевской узкоколейной железной дороги (АУЖД). В 1967 году был сдан участок до поселка, в 1970-73 гг. сданы ветки уходящие за поселок.
- 16 января 1968 года — образован Калачинский сельсовет.
- К концу 1980-х население достигало 600 человек. Посёлкообразующее предприятие — леспромхоз.
- 28 августа 1991 года — был зарегистрирован орган местного самоуправления: администрация Калачинского сельского совета (до 2001 года глава Юрий Петрович Лебедев, позже Людмила Петровна Кулыгина), ныне — упразднен.

## Население
| 2002 | 2010 |
| ---- | ---- |
| 206  | ↘53  |

## Инфраструктура
Улицы поселка:
- Центральная (основная улица, пролегает с запада на восток, дома № 1-69, 2-78, администрация сельсовета была в д. № 29, почтовое отделение было в д. № 27);
- Железнодорожников (д. 1), Школьная (д. 3), Уральская (д. 1-5, 2-8), Клубный переулок (д. 3, 5, с неиспользуемым кирпичным зданием магазина в д. № 5).
- Главная, Совхозная — нежилые, в классификаторе адресов России за 2010 г. отсутствуют.

объекты:
- железнодорожная станция Калач АУЖД (конечная, 3 раза в неделю ходит поезд до станции Санкино[3], в 2021-22 временно не действует), линия является единственной связью поселка с «большой землей».
- магазин в помещении станции;
- дизельная электростанция, подающая электроэнергию лишь с 7 до 8 и с 17.30 до 22.30 часов (2017)[4];
- сотовая связь «Мотив» работает лишь с вышки, транслирующей на поселок телесигнал Первого канала, принимаемый со спутника.

ранее действовали:
- МОУ «Калачинская неполная средняя школа» (ныне не работает, действовала по состоянию 2006 г.);
- кирпичное здание магазина в д. № 5 по Клубному пер. (с 2006 г. не используется);
- ясли-сад (ныне не работает, действовал по состоянию на 1995 г.);

## Прочее
- Из-за уменьшения лесозаготовок (ОАО «Алапаевсклес» признано банкротом), население поселка продолжает сокращаться. К 2008 году осталось только 90 человек, более 30 из них, занимаются заготовкой шпал и древесины для АУЖД, а также занимаются пассажирскими перевозками[5].
- Пользуясь уникальностью АУЖД и поселка, время от времени его посещают туристы, в том числе иностранные[6].
- В Калаче родился Квитка Иван Иванович — депутат Государственной Думы с декабря 2007 г., член Президиума Генерального совета Партии «Единая Россия», руководитель Уральского межрегионального координационного совета Партии «Единая Россия»[7].
- Свердловский режиссёр Владимир Попов снял в Калаче в 2005 г. фильм «Станция Лямур». Жители факты из фильма категорически опровергают[8].